# 小田恵里花
小田 恵里花（おだ えりか、1987年6月3日-）は、日本のクリケット選手。クリケット日本女子代表で日本女子クリケットリーグのアドレ・クリケットクラブ所属。

## 来歴
栃木県出身。小中学校では少年野球に打ち込み1999年には「全国スポーツ少年団軟式野球交流大会」にて全国制覇。高校から陸上競技（やり投）に打ち込み、栃木県立真岡女子高等学校、日本体育大学時代には多数の競技大会に出場した。
日体大卒業後はクリケットに転向、2017年3月にクリケット日本女子代表選考会に参加、2017年9月の第2回女子東アジアカップ （香港）の日本代表に選ばれた。